# Robert Gardos
Robert Gardos, né le 16 janvier 1979 à Budapest (Hongrie), est un pongiste autrichien.
Son meilleur classement au classement mondial ITTF est la 18e place, qu'il atteint en mars 2015.

## Biographie

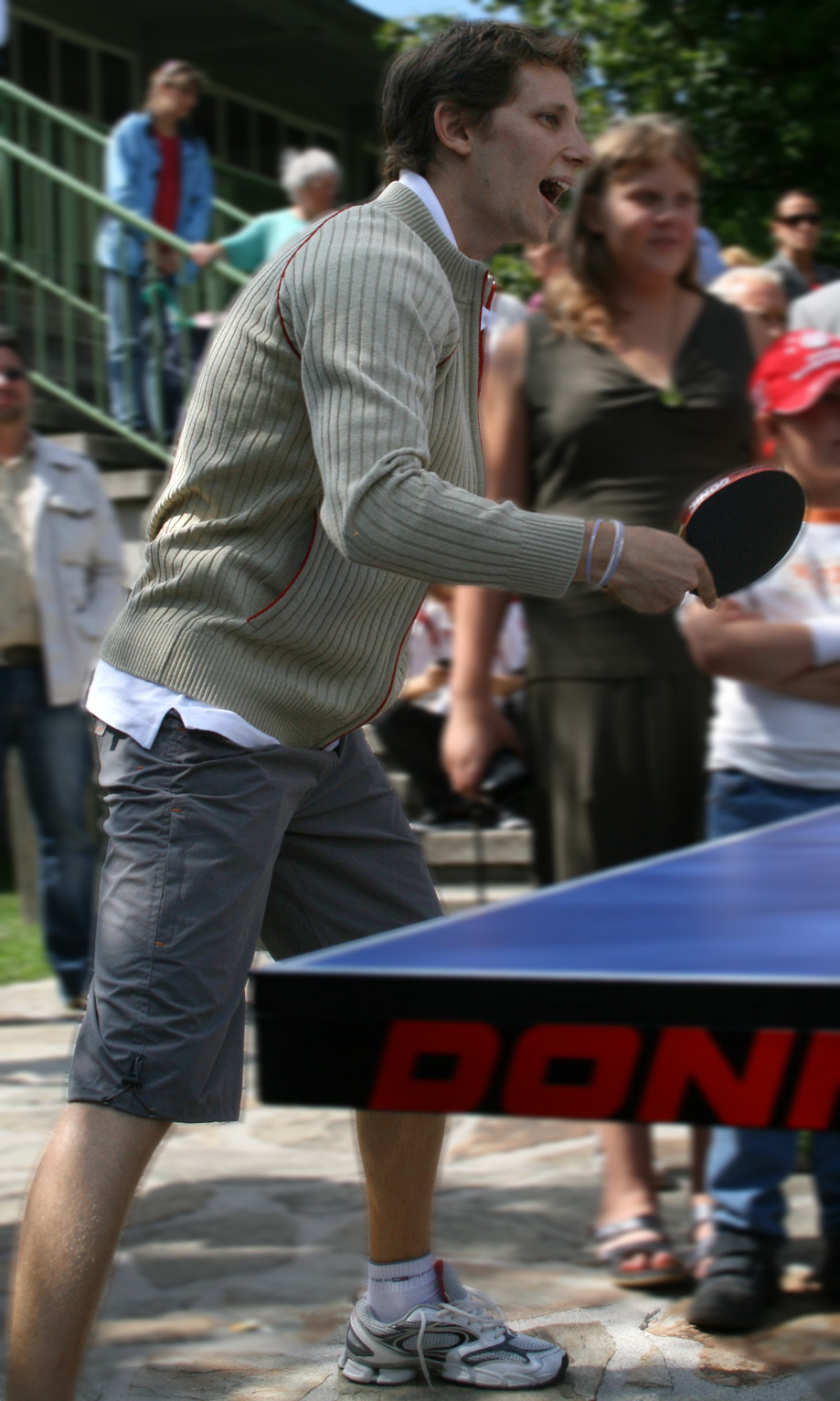
Robert Gardos lors d'une démonstration en 2008.

Robert Gardos fait ses premiers pas de pongiste en Hongrie du côté de Budapest, sa patrie d’origine, dès l’âge de six ans. Impossible d’échapper à ce sport pratiqué par toute sa famille. Son grand-père, son père et sa mère jouent à un très bon niveau, ils font partie des meilleurs Européens chez les jeunes, avant de devenir entraîneurs. Son grand frère, Krisztian, est également doué (top 10 autrichien).
À 9 ans, Robert Gardos suit son père en Espagne, lui qui vient d'être nommé entraîneur d’un centre à Séville. Avec sa famille, il y reste une année. En 1993, Robert, est champion d’Europe cadets. Durant son adolescence, il quitte la Hongrie pour l’Autriche, son pays d’adoption.
En 2004, le Dominicain Lin Ju lui demande d’être son sparring-partner pour préparer les Jeux d’Athènes. C’est dans une salle du pays qu’il rencontre sa femme. Avec Pamela, il est part s’installer en Espagne, un pays qu’il connait déjà. Sous le soleil de Grenade, le séjour dure cinq ans. Mais pour le « ping » ce n’était pas l’idéal, le championnat ibère n’étant pas assez relevé.
En 2008, Robert Gardos réussit pour la première fois à sortir des qualifications individuelles pour les Jeux olympiques d'été de 2008. Il fait aussi partie de l'équipe d'Autriche en compagnie de Werner Schlager, Daniel Habesohn et Chen Weixing.
Il part jouer une saison à Ekaterinburg (Russie) puis une autre à Grenzau (Allemagne), entre-temps est né le petit Alejandro. Et en septembre 2011, il débarque à l'ASTT Chartres, où il signe pour deux ans. Mais, même s’il apprécie l’entourage, l’équipe et l’ambiance de la ville, il n’y vient que pour les matches avec l’ASTT. Lui préfère un mode de vie paisible, s’entraîner sur place et éviter les allers-retours. Mais, c’est alors plus facile pour sa famille de résider en Autriche. Chez lui, c’est dans la banlieue de Vienne. Il y vit avec femme et enfant, ainsi qu’avec un golden retriever.

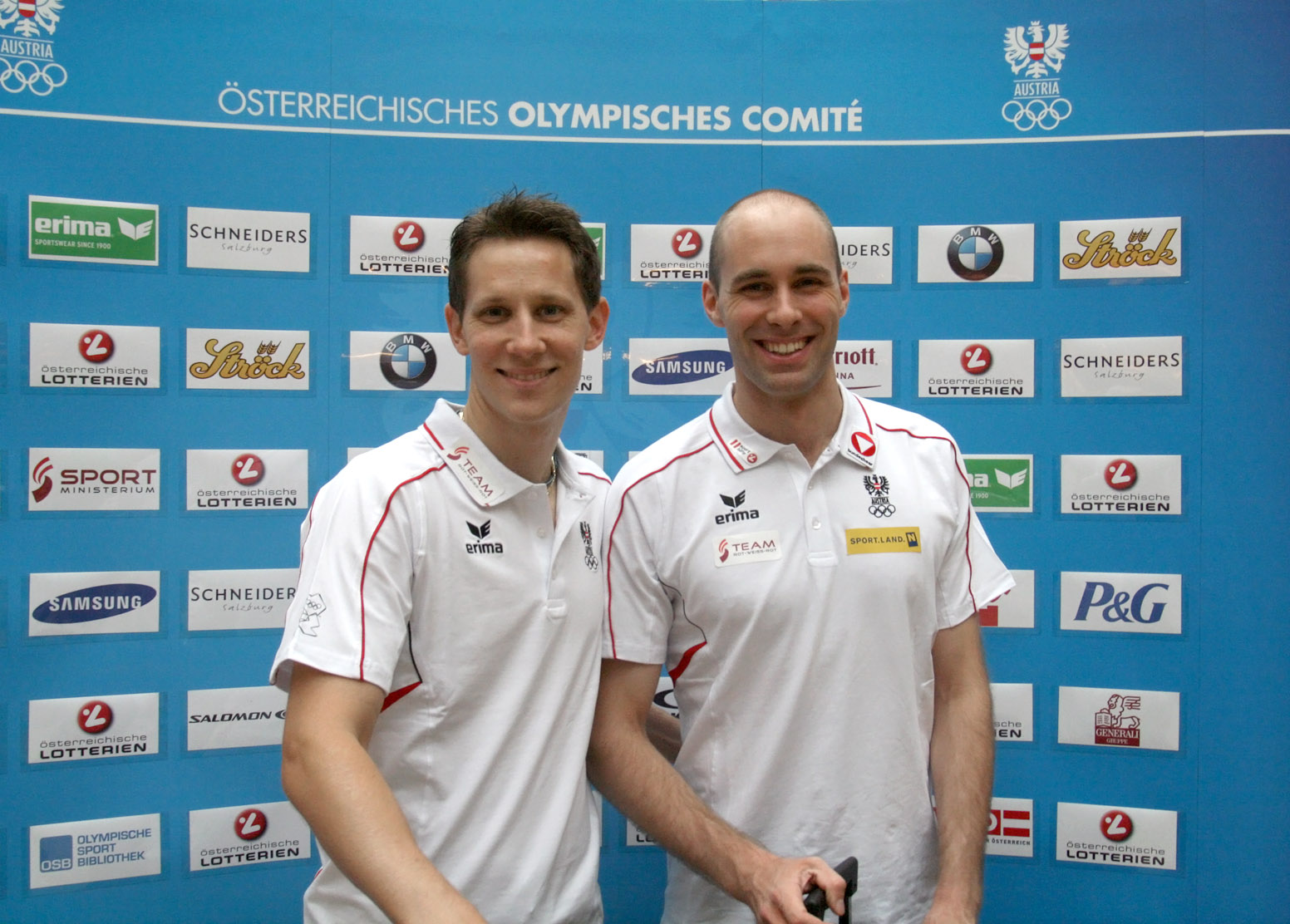
Robert Gardos avec Daniel Habesohn aux JO 2012.

En 2012, Robert Gardos sort pour la seconde fois des  épreuves qualificatives de tennis de table pour les Jeux olympiques d'été de 2012. Il est même le mieux classé de l'équipe d'Autriche devant Chen Weixing et Werner Schlager. À la fin de l'année, Gardos est champion d'Europe en double-messieurs aux côtés de son compatriote Daniel Habesohn.
En mai 2013, Gardos participe aux Championnats du monde. Son parcours s'arrête en quart de finale en double, toujours aux côtés de Daniel Habesohn, ils sont éliminés par le duo Chinois Hao Shuai-Ma Lin. En simple, il est éliminé par Zhang Jike en huitième de finale. En fin d'année 2013, le duo Gardos-Habesohn est en passe de conserver son titre européen mais s'incline en finale du Championnat d'Europe. Ils remportent avec Stefan Fegerl le championnat d'Europe par équipe en 2015, en battant l'Allemagne en finale.

## Palmarès

### Individuel
Championnats d'Europe double messieurs
- Vainqueur en 2012 avec Daniel Habesohn
- Finaliste en 2013 avec Daniel Habesohn

Championnats d'Europe double mixte
- Médaillé de bronze en 2022 avec Sofia Polcanova
- Finaliste en 2024 avec Sofia Polcanova

Open du Chili ITTF double-messieurs
- Vainqueur en 2006 avec Chen Weixing

### Par équipes
- vainqueur des championnats d'Europe de tennis de table 2015 (avec Stefan Fegerl et Daniel Habesohn)

### En club
| UMMC Ekaterinbourg - Championnats de Russie (1) : 2010 |  | ASTT Chartres - Ligue des Champions : finaliste en 2013 - Pro A (3) : 2012, 2013 et 2014 |  |  |

## Style de jeu et matériel
Ce droitier possède un jeu offensif et rapide en topspin. Robert Gardos utilise une raquette avec un revêtement « Sponge - Butterfly Tenergy 05 » en coup-droit comme en revers et une lame « Butterfly Timo Boll ZLC - FL ».

## Clubs
- 2009-2010 :  UMMC Ekaterinbourg
- 2010-2011 :  TTC Zugbrücke Grenzau
- 2011-2018 :  ASTT Chartres
- Depuis 2018 : 🇫🇷 S.P.O Rouen tennis de table